# 진교훈
진교훈(陳校薰, 1967년 6월 19일~)은 대한민국의 경찰공무원 출신 정치인이다. 경찰 치안정감까지 지냈으며, 제18대 서울 강서구청장이다.
1989년 경찰대학 졸업 후 1991년 경위로 임용되어 경찰공무원으로 근무하였다. 2021년 치안정감으로 승진하며 제39대 경찰청 차장을 지냈다. 2023년 10월 재보궐선거를 통해 치러지는 서울 강서구청장 선거에서 더불어민주당 후보로 전략공천을 받았다. 선거 결과 56.52%의 득표율을 기록하면서 김태우 후보를 꺾고 제18대 서울 강서구청장으로 당선되었다.

## 학력
- 완산고등학교 졸업
- 경찰대학 5기 학사
- 연세대학교 행정대학원 행정학 석사
- 경기대학교 정치전문대학원 정치법학 박사과정

## 경력
- 2010. 7.~2011. 6. 정읍경찰서장
- 경찰청 기획조정과장
- 2013. 4.~2014. 1. 서울양천경찰서장
- 경찰청 새경찰추진단장
- 2016. 6.~2016. 12. 전북지방경찰청 제1부장
- 2016. 12.~2017. 12. 경찰대학 치안정책연구소 소장
- 2017. 12.~2019. 7. 서울지방경찰청 정보관리부 부장
- 2019. 7.~2020. 8. 경찰청 정보국 국장
- 2020. 8.~2021. 7. 제32대 전라북도경찰청장
- 2021. 7.~2022. 6. 경찰청 차장(치안정감)
- 2022. 3. 대통령실 이전을 준비하는 치안대책위원회의 위원장
- 2023. 9.~ 더불어민주당 민생경제 국민안전특별위원회 위원장
- 2023. 9.~ 더불어민주당 서울특별시당 전세사기특별대책위원장
- 2023. 9.~ 더불어민주당 정책위원회 부의장
- 2023. 10. 12.~ 제18대 서울특별시 강서구청장

## 역대 선거 결과
| 실시년도 | 선거         | 대수 | 직책   | 선거구      | 정당         | 득표수    | 득표율          | 순위 | 당락 | 비고           |
| -------- | ------------ | ---- | ------ | ----------- | ------------ | --------- | --------------- | ---- | ---- | -------------- |
| 2023년   | 10·11 재보선 | 18대 | 구청장 | 서울 강서구 | 더불어민주당 | 137,066표 | \| \| 56.52% \| | 1위  |      | 초선, 민선 8기 |
|          | 56.52%       |      |        |             |              |           |                 |      |      |                |

## 같이 보기
- 서울 강서구청장
- 대한민국의 경찰청 차장